# 長浜市立西中学校
長浜市立西中学校（ながはましりつ にしちゅうがっこう）は、滋賀県長浜市高田町にある公立中学校。
敷地は、長浜農学校の跡地である。長浜市役所へも近い市街地に位置し、豊かな緑とモダンな校舎を有する。西寄りに長浜市立長浜小学校がある。

## 沿革
- 1947年（昭和22年）- 長浜市立第一中学校創立、本校を元青年学校（北三ツ矢）とする。
- 1948年（昭和23年）- 本校を元長浜農学校校舎（現在地）に定める。
- 1951年（昭和26年）- 長浜市立西中学校と改称する。
- 1959年（昭和34年）- 鉄筋コンクリート三階建校舎（南校舎）竣工。
- 1993年（平成5年）- 新校舎竣工。
- 1997年（平成9年）- 創立50周年記念式典を挙行。
- 2022年（令和4年）-運動場暴走事件。

## 校歌
- 脇坂静波作詞／田村光治作曲

## 交通アクセス
- 西日本旅客鉄道（JR西日本）長浜駅から東へ約1km。
- 近江バス　西中前バス停

## 著名な卒業生
- 上野賢一郎 - 衆議院議員
- 脇坂康生 - アメフト選手（アメリカンフットボール日本代表）
- 清水和彦（ソロユニット名：The Water Of Life）- バンドHAPPY DRUG STOREのメンバー
- 東野稔 - アメフト選手（アメリカンフットボール日本代表）
- 北川陽大 - ミュージシャン・ボーカリスト（～Lefa～）
- 小川伸也 - プロバスケットボール選手（滋賀レイクスターズ所属）
- 田中美衣 - 柔道家